# Трое из навигацкой школы
«Трое из навигацкой школы» — историко-приключенческий роман русской писательницы Нины Соротокиной, впервые опубликованный в 1990 году. Стал основой сценария художественного фильма «Гардемарины, вперёд!» (1987) и первой частью литературного цикла, в который вошли также повести «Свидание в Санкт-Петербурге», «Канцлер» и «Закон парности».

## Сюжет
Действие романа происходит в России в 1740-х годах, в начале правления Елизаветы Петровны. Трое гардемаринов из Навигацкой школы — Алексей Корсак, Александр Белов и Никита Оленев — оказываются впутаны в сложную интригу, связанную с делом Лопухиных и кознями французского двора.

## История текста
«Трое из навигацкой школы» стали первым большим произведением Нины Соротокиной. До этого писательница, работавшая преподавателем в строительном техникуме, опубликовала только несколько рассказов. Роман она писала для своих сыновей Алексея и Николая, причём сознательно подражала «Трём мушкетёрам» Александра Дюма. Целью Соротокиной не было создать исторически достоверное повествование: в её книге действуют вымышленные персонажи, а реальные события переплетаются с вымыслом.
В течение 17 лет после создания романа Соротокина не могла его опубликовать. В 1983 году году она направила рукопись кинорежиссёру Светлане Дружининой, и та согласилась снять по мотивам романа фильм, получивший название «Гардемарины, вперёд!». Эта кинокартина снискала большой успех, после чего роман увидел, наконец, свет (в 1990 году, в воронежском литературно-художественном журнале «Подъём»). Он стал первой частью тетралогии, которую продолжили «Свидание в Санкт-Петербурге», «Канцлер» и «Закон парности».
Благодаря фильму и выходившим впоследствии продолжениям («Виват, гардемарины!» и «Гардемарины III») «Трое из навигацкой школы» и их автор обрели определённую известность. Однако эффект был кратковременным: исследовательница А. Тибукова в 2022 году написала, что «сейчас немногие знают» о Нине Соротокиной и её произведениях.
Литературоведы отмечают, что «Трое из навигацкой школы» продолжают линию, намеченную Петром Полежаевым в повести «Лопухинское дело». Их относят к «приключенческой прозе в классическом её понимании» наряду с книгами современников Соротокиной — Г. Прашкевича, А. Ветера, Л. Шкатулы.

## Публикация
- 1990 - под названием «Гардемарины, вперёд!» был опубликован в журнале «Подъём» (Воронеж): № 6, с. 5–96; № 7, с. 3–117; № 8, с. 13–156.[7]
- 1991 - отдельное книжное издание. Сорокина Н. Трое из навигацкой школы. М.: Советский писатель, 1991 г. Тираж: 200000 экз. ISBN 5-265-01823-9[8]